# 喬·斯派茨
喬·斯派茨（1970年2月4日—），是一名美國電影編劇、作家。

## 生平
斯派茨出生在紐約市，父親吉姆·斯派茨是電子工程師，母親吉恩是程式設計師。此外，他還是普林斯頓大學的校友。

## 個人生活
他曾為《普林斯頓評論》寫過多本書。斯派茨目前居住和工作於加利福尼亞州威尼斯，並與女演員Johanna Watts結婚。此外，他也是一位攝影師。

## 作品列表

### 電影
- 《黑暗時刻》（2011年）
- 《普羅米修斯》（2012年）
- 《奇異博士》（2016年）
- 《星際過客》（2016年）
- 《神鬼傳奇》（2017年）
- 《沙丘》（2021年）
- 《沙丘2》（2023年）

## 外部連結
- 喬·斯派茨在互联网电影资料库（IMDb）上的資料（英文）